# 甲西站

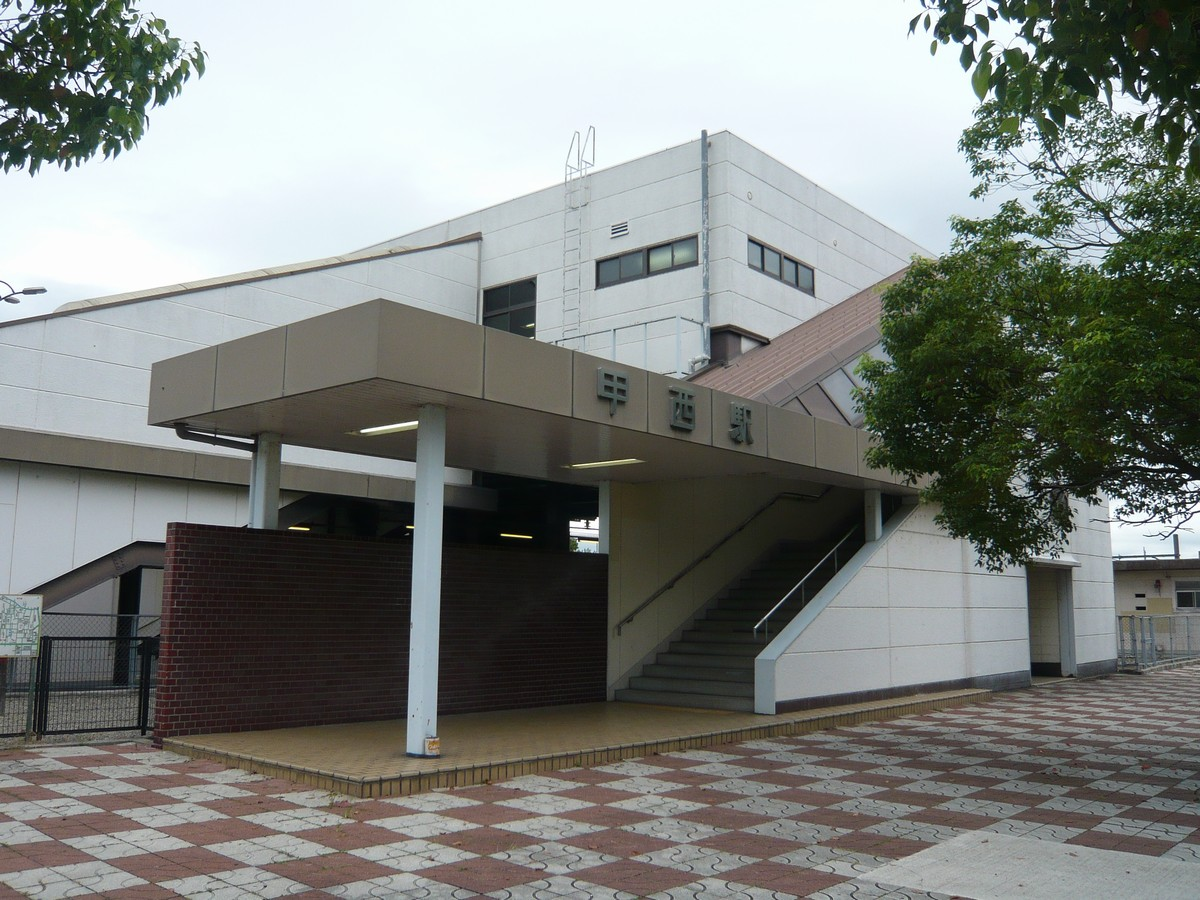
車站入口 (2007年9月)

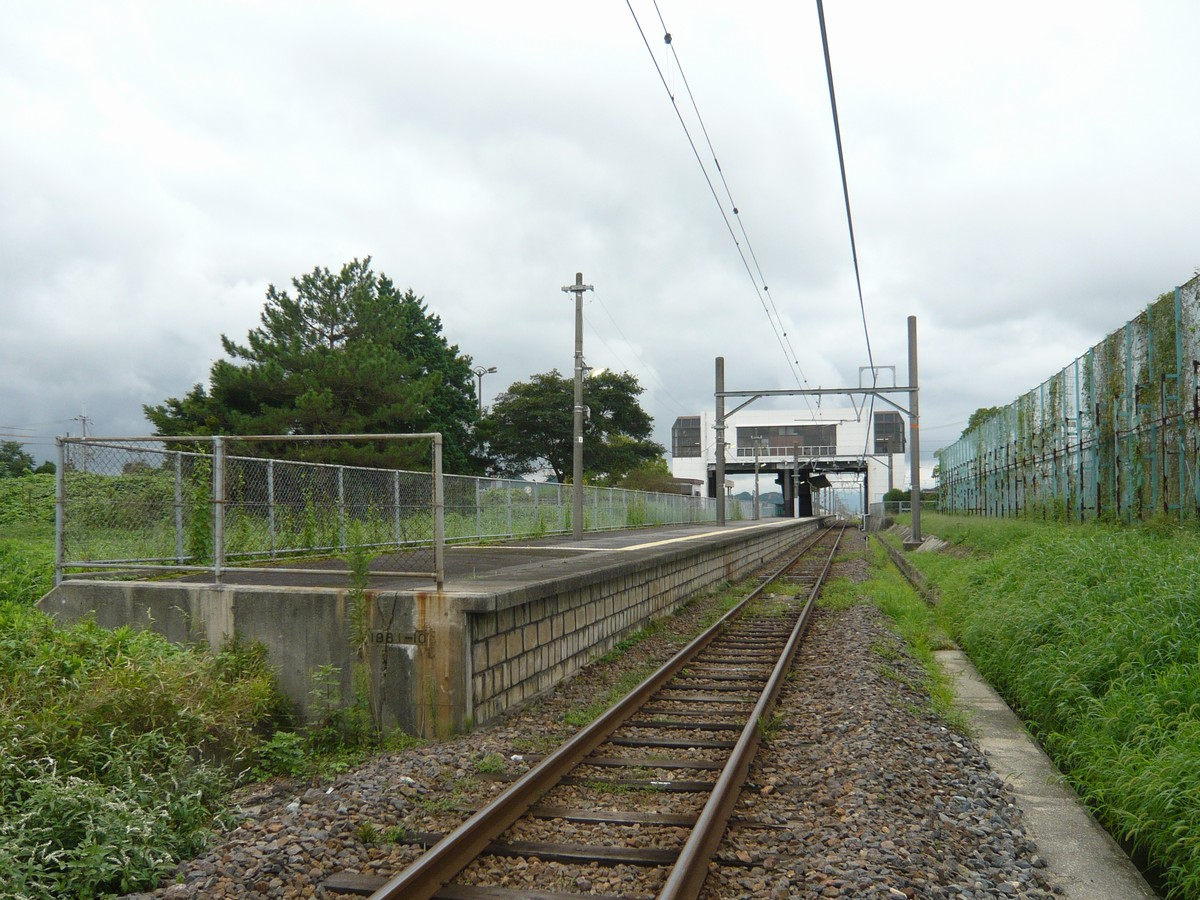
月台 (2007年9月)

甲西站（日语：／ Kōsei eki */?）是位於滋賀縣湖南市平松，屬於西日本旅客鐵道（JR西日本）草津線的車站。

## 歷史
本站截至2016年為草津線上最新的車站。車站隨著於附近舉行琵琶湖國體而設置。
- 1981年（昭和56年）10月1日 - 日本國有鐵道草津線三雲站至石部站之間新設此站。
- 1987年（昭和62年）4月1日 - 伴隨國鐵分割民營化，車站由西日本旅客鐵道（JR西日本）營運。
- 2003年（平成15年）11月1日 - 此站開始可以使用IC卡「ICOCA」。
- 2015年（平成27年）3月 - 升降機開始使用。

## 車站構造
本站是地面車站，設有跨站式站房與1面1線的單式月台。往草津方向的列車會開啟左邊車門。柘植方向和草津方向列車使用同一月台。站內設有簡易自動閘機與一處驗票閘口，站前則設有迴旋路和單車停泊場。
此站是由草津站管理的業務委託車站，並委托JR西日本交通服務負責車站業務。站內設有櫃臺，早上和深夜沒有人當值。此站可使用ICOCA乘車（與其互相使用的IC卡）。

## 使用狀況
以下為近年一日平均乘車人次列表：
| 年度   | 一日平均 乘車人次 | 參考資料 |
| ------ | ----------------- | -------- |
| 1992年 | 1,857             | [ 1 ]    |
| 1993年 | 1,936             | [ 2 ]    |
| 1994年 | 2,088             | [ 3 ]    |
| 1995年 | 2,171             | [ 4 ]    |
| 1996年 | 2,226             | [ 5 ]    |
| 1997年 | 2,148             | [ 6 ]    |
| 1998年 | 2,181             | [ 7 ]    |
| 1999年 | 2,150             | [ 8 ]    |
| 2000年 | 2,190             | [ 9 ]    |
| 2001年 | 2,260             | [ 10 ]   |
| 2002年 | 2,293             | [ 11 ]   |
| 2003年 | 2,234             | [ 12 ]   |
| 2004年 | 2,304             | [ 13 ]   |
| 2005年 | 2,422             | [ 14 ]   |
| 2006年 | 2,397             | [ 15 ]   |
| 2007年 | 2,336             | [ 16 ]   |
| 2008年 | 2,395             | [ 17 ]   |
| 2009年 | 2,327             | [ 18 ]   |
| 2010年 | 2,390             | [ 19 ]   |
| 2011年 | 2,334             | [ 20 ]   |
| 2012年 | 2,320             | [ 21 ]   |
| 2013年 | 2,333             | [ 22 ]   |
| 2014年 | 2,358             | [ 23 ]   |
| 2015年 | 2,432             | [ 24 ]   |
| 2016年 | 2,454             | [ 25 ]   |
| 2017年 | 2,410             | [ 26 ]   |
| 2018年 | 2,355             | [ 27 ]   |
| 2019年 | 2,318             | [ 28 ]   |

## 車站周邊
站前設有一架D51型蒸汽機車保存中，該機車原本放置在甲西町（現時為湖南市）內的遊樂場甲賀Familyland，該遊樂場在1985年關閉後於1987年遷移至現地。但是隨著車站北出口周邊進行工程，在2008年8月轉讓給愛知縣的工作機器製造商山崎馬扎克。
- 甲賀警署（日语：甲賀警察署）甲西站前交番
- 湖南市政廳東廳舍
- 湖南市立甲西中學（日语：湖南市立甲西中学校）
- 湖南中央消防署
- 關西未來銀行（日语：関西みらい銀行）甲西分店
- 平和堂甲西中央店
- 滋賀銀行（日语：滋賀銀行）甲西中央分店
- 醫療生協甲西站前診所
- 滋賀縣立甲西高等學校（日语：滋賀県立甲西高等学校）
- 伊藤萬游泳學校甲西校

## 巴士路線
| 乘車處       | 乘車處                                        | 系統                                             | 主要途經                               | 目的地         | 巴士公司       | 備註 |
| ------------ | --------------------------------------------- | ------------------------------------------------ | -------------------------------------- | -------------- | -------------- | ---- |
| 甲西站北出口 |                                               | 菩提寺線（甲西站路線）                           | 甲西大橋北、北山台南口、綠之村、近江台 | 甲西站北出口   | 湖南市社區巴士 |      |
| 甲西站北出口 | 雲雀丘線                                      | 甲西大橋北、雲雀丘、一之瀨公園、濁池             | 甲西站                                 | 湖南市社區巴士 |                |      |
| 甲西站北出口 | 下田線（甲西站路線）                          | 夏見新田、濁池、下田小學、中山團地、下田小學     | 甲西站                                 | 湖南市社區巴士 |                |      |
| 甲西站北出口 | 醫療中心線                                    | 夏見新田                                         | 保健中心                               | 湖南市社區巴士 |                |      |
| 甲西站北出口 | 康復醫院線                                    |                                                  | 甲西康復醫院                           | 湖南市社區巴士 | 只於平日運行   |      |
| 甲西站北出口 | 甲西南線（美松台路線） 甲西南線（妙感寺路線） |                                                  | 市政廳東廳舍                           | 湖南市社區巴士 |                |      |
| 甲西站北出口 | 醫療中心線                                    | 大池町、西柑子袋、石部南、醫療中心、文化綜合中心 | 石部站                                 | 湖南市社區巴士 |                |      |
| 甲西站北出口 | 醫療中心線                                    | 大池町、西柑子袋、石部南、醫療中心、石部中央     | 石部站                                 | 湖南市社區巴士 | 平日早上1班    |      |
| 甲西站北出口 | 醫療中心線                                    | 農道柑子袋、西柑子袋、醫療中心、西柑子袋         | 甲西站                                 | 湖南市社區巴士 | 只於平日運行   |      |
| 甲西站北出口 | 甲西南線（美松台路線）                        | 赤松台、美松台、東山台、甲西站北出口             | 市政廳東廳舍                           | 湖南市社區巴士 |                |      |
| 甲西站北出口 | 甲西南線（三雲小學路線）                      | 農道柑子袋、西柑子袋、大池町、小學前             | 三雲小學                               | 湖南市社區巴士 | 上學日早上1班  |      |
| 甲西站北出口 | 甲西南線（妙感寺路線）                        | 小學前、勅使野橋、妙感寺                         | 三雲站                                 | 湖南市社區巴士 |                |      |
| 甲西站南出口 |                                               | 甲西南線（美松台路線） 甲西南線（妙感寺路線）    |                                        | 市政廳東廳舍   | 湖南市社區巴士 |      |
| 甲西站南出口 | 甲西南線（美松台路線）                        | 赤松台、美松台、東山台、甲西站北出口             | 市政廳東廳舍                           | 湖南市社區巴士 |                |      |
| 甲西站南出口 | 甲西南線（妙感寺路線）                        | 小學前、勅使野橋、妙感寺                         | 三雲站                                 | 湖南市社區巴士 |                |      |

## 相鄰車站
西日本旅客鐵道
 草津線
三雲－甲西－石部

## 注腳
1. ↑  平成4年滋賀県統計書[]（日語）
2. ↑  平成5年滋賀県統計書PDF（日語）
3. ↑  平成6年滋賀県統計書PDF（日語）
4. ↑  平成7年滋賀県統計書PDF（日語）
5. ↑  平成8年滋賀県統計書PDF（日語）
6. ↑  平成9年滋賀県統計書[]（日語）
7. ↑  平成10年滋賀県統計書PDF（日語）
8. ↑  平成11年滋賀県統計書PDF（日語）
9. ↑  平成12年滋賀県統計書PDF（日語）
10. ↑  平成13年滋賀県統計書PDF（日語）
11. ↑  平成14年滋賀県統計書PDF（日語）
12. ↑  平成15年滋賀県統計書PDF（日語）
13. ↑  平成16年滋賀県統計書PDF（日語）
14. ↑  平成17年滋賀県統計書PDF（日語）
15. ↑  平成18年滋賀県統計書PDF（日語）
16. ↑  平成19年滋賀県統計書PDF（日語）
17. ↑  平成20年滋賀県統計書PDF（日語）
18. ↑  平成21年滋賀県統計書PDF（日語）
19. ↑  平成22年滋賀県統計書PDF（日語）
20. ↑  平成23年滋賀県統計書PDF（日語）
21. ↑  平成24年滋賀県統計書PDF（日語）
22. ↑  平成25年滋賀県統計書PDF（日語）
23. ↑  平成26年滋賀県統計書PDF（日語）
24. ↑  平成27年滋賀県統計書PDF（日語）
25. ↑  平成28年滋賀県統計書PDF（日語）
26. ↑  平成29年滋賀県統計書PDF（日語）
27. ↑  平成30年滋賀県統計書PDF（日語）
28. ↑  令和元年滋賀県統計書PDF（日語）
29. ↑  「湖南市・甲西駅前の「D51」　岐阜県に引っ越し」產經新聞，2008年7月30日。
30. ↑  「さよならD51●甲西駅前のSLを撤去[]」町之話題：湖南市 2008年9月

## 外部連結
- 甲西｜車站資訊：JR出門網 - 西日本旅客鐵道（日語）